# Voluntaris en Assessoria Empresarial
Voluntaris en Assessoria Empresarial (VAE) és una organització catalana sense ànim de lucre que té com a objectiu reforçar el teixit empresarial i disminuir l'atur mitjançant l'experiència empresarial L'assessorament gratuït a càrrec de voluntaris, dirigit principalment a la creació d'empreses, consolidació de negocis, projectes d'emprenedoria per a immigrants i a altres entitats sense ànim de lucre.
L'activitat es vehicula a través de diversos projectes com Posa un sènior a la teva empresa de Barcelona Activa, o Creixement “Mentoring”. i en cooperació Internacional, amb el Programa andí de pràctiques d'estudiants universitaris. de Guayaquil, ESPOCH de Riobamba (ambdues d'Equador) i la UPC de Barcelona.